# Kuteanka, Șumsk
Kuteanka (în ucraineană Кутянка) este un sat în comuna Andrușivka din raionul Șumsk, regiunea Ternopil, Ucraina.

## Demografie
Componența lingvistică a localității Kuteanka
     Ucraineană (99,1%)
     Alte limbi (0,9%)
Conform recensământului din 2001, majoritatea populației localității Kuteanka era vorbitoare de ucraineană (99,1%), existând în minoritate și vorbitori de alte limbi.